# Chester County (Tennessee)
Das Chester County ist ein County im US-amerikanischen Bundesstaat Tennessee. Das U.S. Census Bureau hat bei der Volkszählung 2020 eine Einwohnerzahl von 17.341 ermittelt. Der Verwaltungssitz (County Seat) ist Henderson.

## Geografie
Das County im mittleren Südwesten von Tennessee und im Süden etwa 50 km von Mississippi entfernt. Es hat eine Fläche von 748 Quadratkilometern, wovon 1 Quadratkilometer Wasserfläche ist. An das Chester County grenzen folgende Nachbarcountys:
| Madison County  |                | Henderson County |
|                 |                |                  |
| Hardeman County | McNairy County | Hardin County    |

## Geschichte
Das Chester County wurde am 4. März 1875 aus Teilen des Hardeman County, Henderson County, Madison County und McNairy County gebildet. Benannt wurde es nach Robert I. Chester (1793–1892), einem Politiker von Tennessee.

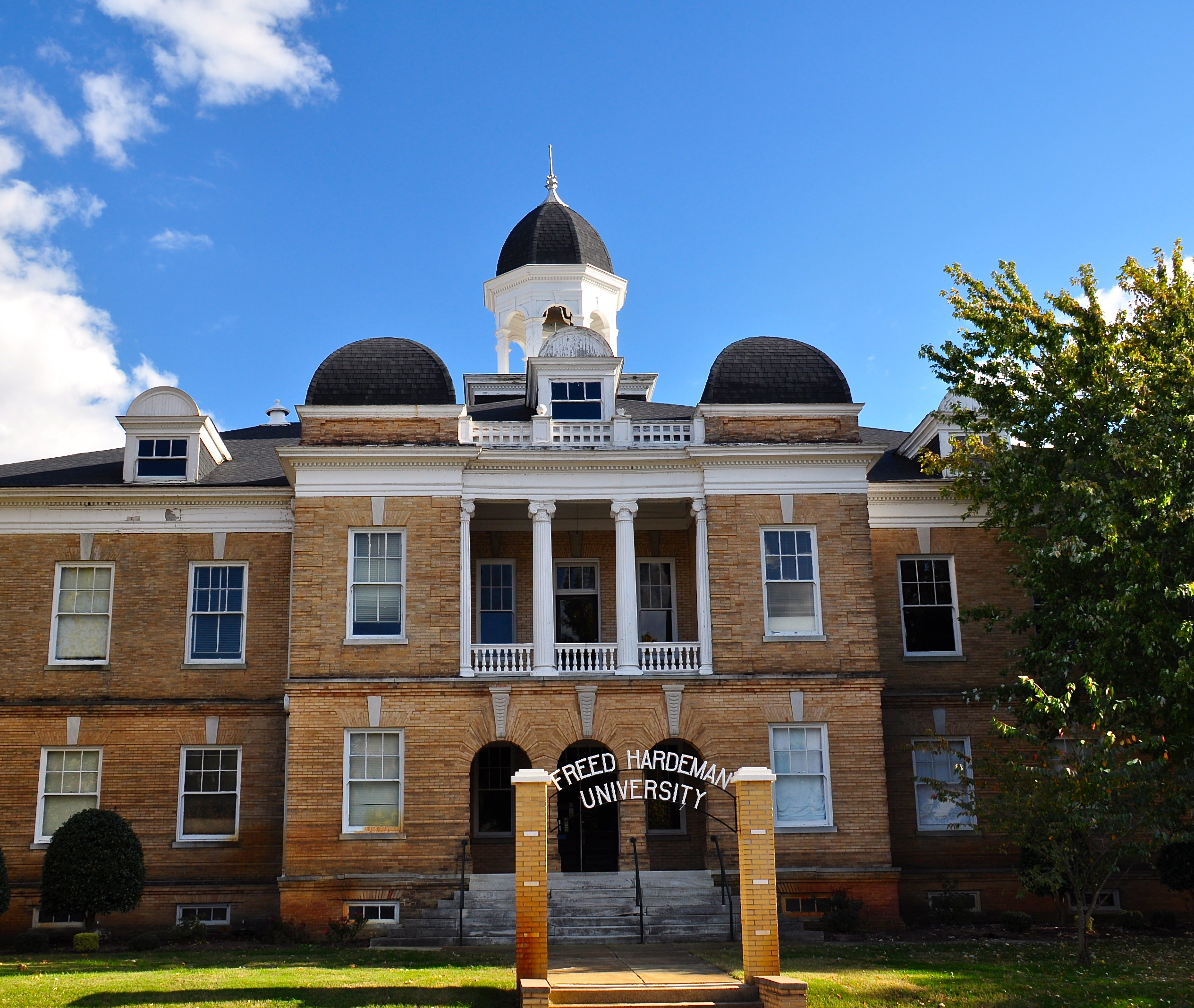
Das National Teacher’s Normal and Business College Administration Building ist einer von drei Einträgen des Countys im NRHP.

Drei Bauwerke des Countys sind im National Register of Historic Places (NRHP) eingetragen (Stand 10. August 2018).

## Demografische Daten
Nach der Volkszählung im Jahr 2010 lebten im Chester County 17.131 Menschen in 5987 Haushalten. Die Bevölkerungsdichte betrug 22,9 Einwohner pro Quadratkilometer. In den 5987 Haushalten lebten statistisch je 2,62 Personen.
Ethnisch betrachtet setzte sich die Bevölkerung zusammen aus 88,1 Prozent Weißen, 9,4 Prozent Afroamerikanern, 0,4 Prozent amerikanischen Ureinwohnern, 0,4 Prozent Asiaten sowie aus anderen ethnischen Gruppen; 1,6 Prozent stammten von zwei oder mehr Ethnien ab. Unabhängig von der ethnischen Zugehörigkeit waren 2,2 Prozent der Bevölkerung spanischer oder lateinamerikanischer Abstammung.
22,7 Prozent der Bevölkerung waren unter 18 Jahre alt, 62,6 Prozent waren zwischen 18 und 64 und 14,7 Prozent waren 65 Jahre oder älter. 51,9 Prozent der Bevölkerung war weiblich.

Das jährliche Durchschnittseinkommen eines Haushalts lag bei 39.915 USD. Das Pro-Kopf-Einkommen betrug 17.343 USD. 15,1 Prozent der Einwohner lebten unterhalb der Armutsgrenze.

## Ortschaften im Chester County
City
- Henderson

Towns
- Enville1
- Milledgeville2
- Silerton3

Unincorporated Communities
- Deanburg
- Jacks Creek
- Sweet Lips
- Woodville

1 – teilweise im McNairy County

2 – teilweise im McNairy und im Hardin County

3 – teilweise im Hardeman County

## Gliederung
Das Chester County ist in sechs durchnummerierte Distrikte eingeteilt:
| Distrikt | Einwohner (2010) | FIPS     |
| -------- | ---------------- | -------- |
| 1        | 2765             | 47-90024 |
| 2        | 3213             | 47-90214 |
| 3        | 2739             | 47-90404 |
| 4        | 2600             | 47-90594 |
| 5        | 3262             | 47-90784 |
| 6        | 2552             | 47-90974 |